# Cymothoa nigropunctata
Cymothoa nigropunctata là một loài chân đều trong họ Cymothoidae. Loài này được Risso miêu tả khoa học năm 1816.